# Marie Maugeret

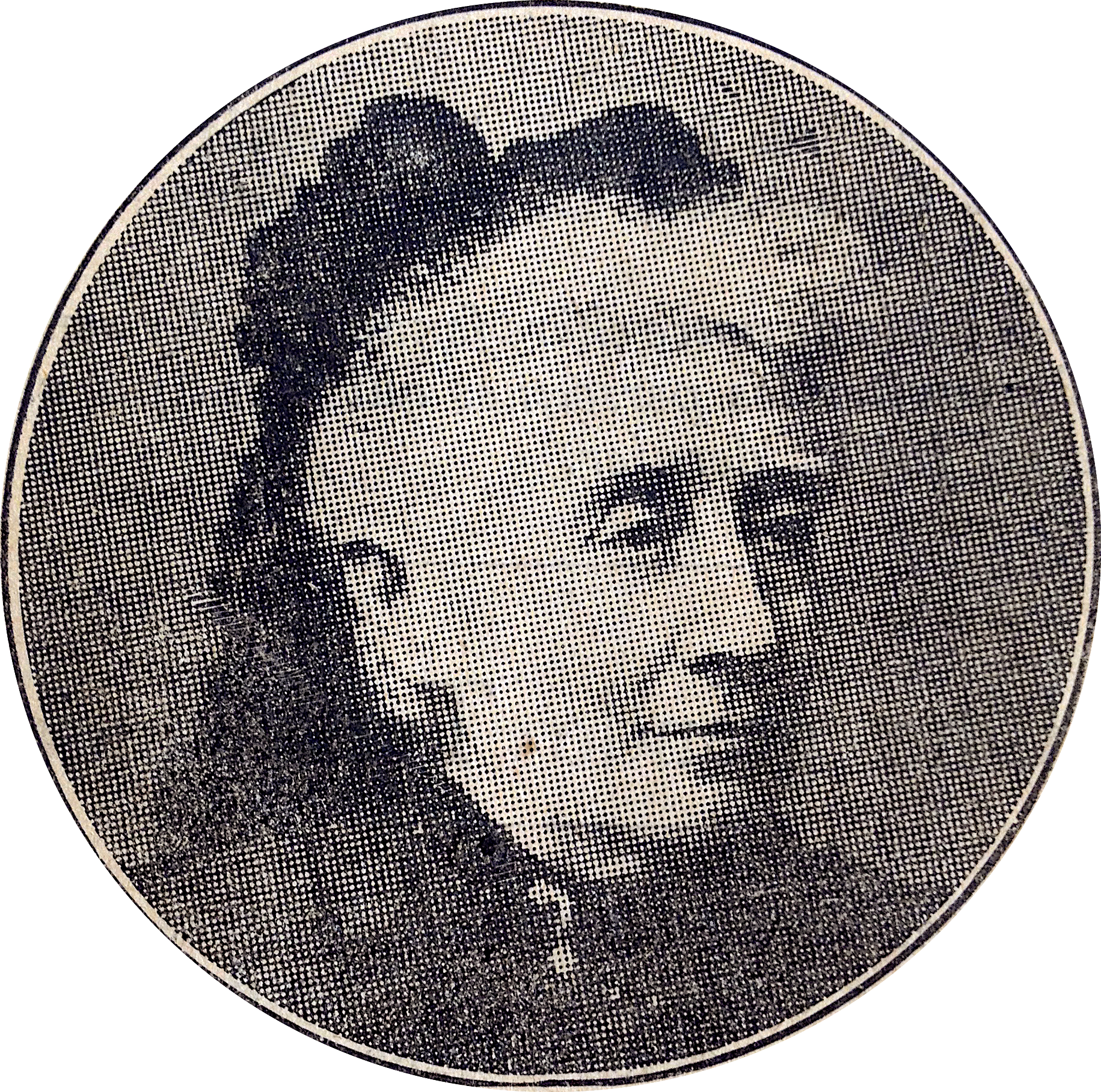
Marie Maugeret

Marie Leonne Maugeret (* 25. Juni 1844 in Le Lude; † 25. Juli 1928 in Paris) war eine katholische, ultramontane und konservative französische Journalistin und Feministin, die die Zeitschrift Le Féminisme chrétien herausgab und für das Frauenwahlrecht kämpfte.

## Leben
Marie Maugeret kam als Arzttochter aus sicheren Verhältnissen und wurde im Ursulinenkloster in Tours erzogen. Sie arbeitete bis 1885 als Lehrerin im Département Sarthe, bevor sie von La Ferté-Bernard nach Paris zog. 1896 kündigte sie in ihrer Zeitschrift L’Écho littéraire de France die Gründung des christlichen Feminismus an:

« Wir glauben, dass der Augenblick gekommen ist, um zu erkennen, dass die alte Ordnung der Dinge, die an sich respektabel war und den Bedürfnissen und Sitten der Zeit entsprach, nicht mehr den Bedürfnissen und Sitten unserer Zeit entspricht und dass man sie nicht zerstören, sondern verändern muss, um sie anzupassen, so wie man ein Kleidungsstück entsprechend der Entwicklung des Körpers, den es bedecken soll, verändert. »

Maugeret wollte, dass „feministische Ideen in christliche Kreise und christliche Ideen in feministische Kreise eindringen“. Sie definierte den Feminismus als „eine Meinungsbewegung, die darauf abzielt, die Lebensbedingungen der Frau zu verändern, ihr individuelles Schicksal zu verbessern und ihre Wirkung in Familie und Gesellschaft zu erhöhen.“ Konkret forderte sie freie Arbeit für Frauen (auch nachts) und gleichen Lohn, die Abschaffung der ehelichen Gütergemeinschaft, die Erforschung der Vaterschaft und nach 1898 das Wahlrecht.
Bereits im April 1896 wurde Maugeret zusammen mit Marie Duclos, der Chefredakteurin des Féminisme chrétien, zum Internationalen Feministenkongress eingeladen. Sie gehörte auch der französischen Delegation an, die im August 1897 zum Internationalen Frauenkongress in Brüssel eingeladen wurde, der von der Belgischen Liga für Frauenrechte von Marie Popelin organisiert wurde. Sie sorgte auch eine Zeit lang für den Druck der feministischen Zeitschrift La Fronde von Marguerite Durand, die einen großen Einfluss auf die Frauenbewegung haben sollte. Ermöglicht wurde dies durch die École d’imprimerie pour jeunes filles (Druckerschule für Mädchen), die Maugeret einige Jahre zuvor gegründet hatte und die den Druck mehrerer Zeitschriften sicherstellte. In der dritten Ausgabe der neuen Zeitung schrieb Maugeret eine lange Kolumne.
Anlässlich der Dreyfus-Affäre trennte sich der christliche Feminismus von vielen anderen Frauenbewegungen. Während La Fronde für Dreyfus Partei ergriff, gründete Marie Maugeret als Anti-Dreyfusardin und Antisemitin die L’Union nationaliste des femmes françaises (Nationalistische Union der französischen Frauen, 1898). Gleichzeitig trat sie offen für die Forderung nach dem Frauenwahlrecht ein: Da es Frankreich schlecht gehe, müssten die Frauen wählen, um die Ordnung wiederherzustellen. Sie schrieb:

« Ob die Frauen wählen oder nicht, man wird es verstehen, man wird es zugeben - und das ist sogar der Trost, den man denen bietet, die den Stimmzettel fordern -, dass sie es sind, die wählen. Wir sehen nicht ein, warum sie dann nicht auch das Recht [zu wählen] haben sollten, ja sogar die Pflicht, und zwar die sehr strenge Pflicht, Rechenschaft abzulegen über das, was sie tun lassen. »

Tatsächlich waren die Parlamentswahlen von 1898 ein Erfolg für die Antidreyfusards. Aber das allgemeine Wahlrecht konnte auf nationaler Ebene nur mit der Zustimmung der Katholiken eingeführt werden, die immer noch die größte Gruppe bildeten und die Maugeret nun zu überzeugen versuchte.
In der Folge näherten sich die offizielle Kirche und Maugeret an; 1900 wurden Maugeret und ihre Gruppe zum Internationalen Kongress der Katholischen Werke unter der Schirmherrschaft des Erzbischofs von Paris, Kardinal Richard, eingeladen – zwei Jahre zuvor hatte man ihnen den Eintritt noch verweigert. 1901 gründete sie den Cercle catholique des dames (Katholischer Frauenkreis) und später die Congrès Jeanne d’Arc (Jeanne d’Arc-Kongresse), die von 1904 bis 1906 im Institut Catholique de Paris stattfanden und die gesamte gute katholische Gesellschaft anzogen.
1902 setzte das Kabinett Waldeck-Rousseau ein neues Vereinsgesetz in Kraft und erlangte dadurch die Möglichkeit, die religiösen Kongregationen streng zu kontrollieren, was zur Folge hatte, dass etwa 30.000 Mönche und Nonnen ins Exil gingen. Die Katholiken fühlten sich nun als unterdrückte Gruppe.
Zusammen mit anderen katholischen Frauen nahm Maugeret am 27. Juli 1902 an der ersten Demonstration vor dem Innenministerium teil und sprach von einem „Recht auf Aufstand“.
Das Gesetz zur Trennung von Kirche und Staat veranlasste Maugeret zur Gründung der Fédération Jeanne d’Arc (Föderation Jeanne d’Arc), die nicht weniger als 25 Gruppen umfasste, darunter die Ligue des femmes françaises (Französische Frauenliga) und die Ligue patriotique des françaises (Patriotische Liga der Französinnen). Für 1906 werden 320.000 Mitglieder genannt. Die Fédération Jeanne d’Arc war sowohl antisemitisch als auch antirepublikanisch geprägt. In ihren Statuten verpflichtete sich die Föderation zwar, „keine Politik zu machen“, doch Maugeret hielt sich nicht daran. Im Dezember 1905 erklärte sie auf einer Versammlung des Cercle catholique des dames: „Es ist in der Tat eine strenge Pflicht der Frauen, sich aktiv am Kampf zu beteiligen und sich nicht von dem überholten Vorurteil abhalten zu lassen, das den Frauen die Politik verbietet.“ Diese Haltung wurde allerdings nur von einer Minderheit in der Kirche geteilt.
Erst beim dritten Jeanne-d’Arc-Kongress 1906 drang Maugeret mit ihrer Forderung nach dem Frauenwahlrecht bei einer Abstimmung durch. Die katholische Zeitung L’Univers veröffentlichte Leitartikel und auch der von Protestantinnen wie Sarah Monod dominierte Conseil national des femmes françaises nahm sich des Themas an. Letztendlich stellte sich Papst Pius X. in einem Artikel im L’Osservatore Romano gegen das Frauenwahlrecht; Maugeret hatte ihn in einer Privataudienz nicht umstimmen können.
Sechsundsechzigjährig zog sich Maugeret 1910 aus der ersten Linie zurück; bereits 1907 hatte sie nach Tod ihrer Freundin und Chefredakteurin Marie Duclos Le Féminisme chrétien eingestellt. Sie erlebte noch, wie nach dem Ersten Weltkrieg die Debatte in der katholischen Kirche und in der Gesellschaft wieder aufflammte und wie sich auch der neue Papst Benedikt XV. für das Frauenwahlrecht aussprach. Trotz vieler Versuche (ab 1919) der Abgeordnetenkammer wurde dieses Recht wegen des anhaltenden Widerstands des Senats erst 1946 verwirklicht.
Maugerets Beispiel inspirierte die ersten katholischen Frauenbewegungen im frankophonen Ausland: in Quebec die Fédération nationale Saint-Jean-Baptiste (Nationale Föderation St. Johann Baptist) von Marie Lacoste-Gérin-Lajoie und in Belgien den Féminisme chrétien de Belgique (Féminisme chrétien de Belgique) von Louise Van den Plas.

## Archive
- Bibliothèque Marguerite-Durand (Paris): Briefe an Marguerite Durand (091 MAU), Dokumentationsmappe (DOS MAT), Zeitschrift Le Féminisme chrétien.
- Bibliothèque der Universität Stanford : Le Féminisme chrétien und L’écho littéraire de France, 1896–1898.
- Bibliothèque historique de la ville de Paris: Fonds Bouglé, Dossier 523.

## Werke
- 1896: Le Féminisme chrétien (ISSN 1956-9653)
- 1896–1898: Le Féminisme chrétien et la Revue des femmes russes
- 1898–1924: Le Féminisme Chrétien et L’Echo littéraire de France
- 1924–1929 : Questions féminines et questions féministes : organe de la Fédération et des Congrès Jeanne d’Arc

Ausgewählte Artikel und Werke:
- 1880: La science à travers les champs. A. Mame et fils éd.[38]
- 11. Dezember 1897: "Le féminisme chrétien", La Fronde.[10]
- 20. Februar 1905: "Le féminisme chrétien", L’Univers.[39]
- 1923: Vieilles gens, vieilles choses (souvenirs d’enfance), Prix Lafontaine der Académie française 1924